# Christian Sugiono
Christian Sugiono, né le 25 février 1981 à Jakarta, est un acteur indonésien,.
Le 26 février 2009, il annonce officiellement au public qu'il s'est marié avec Titi Kamal en Australie le 6 février 2009. Ce mariage suscite la polémique car ils sont de religions différentes : Titi est adepte de l'islam tandis que Christian est catholique.